# Туймазинка
Туймазинка — ручей в России, протекает в Башкортостане. Впадает в Усень в черте города Туймазы. Длина реки составляет 15 км, площадь водосборного бассейна 56,8 км². Образуется слиянием Большой и Малой Туймазинки.

## Данные водного реестра
По данным государственного водного реестра России относится к Камскому бассейновому округу, водохозяйственный участок реки — Ик от истока и до устья, речной подбассейн реки — бассейны притоков Камы до впадения Белой. Речной бассейн реки — Кама.
Код объекта в государственном водном реестре — 10010101312111100028411.